# Megamonodontium mccluskyi
Megamonodontium mccluskyi (лат.) — ископаемый вид мигаломорфных пауков, единственный из состава рода Megamonodontium из семейства Barychelidae. Миоцен (около 11—16 млн), штат Новый Южный Уэльс, Австралия. Это самый крупный окаменелый паук, найденный в Австралии (второй самый крупный в мире ископаемый паук после Mongolarachne jurassica) и первый ископаемый представитель семейства Barychelidae. Причиной вымирания этого вида стал изменившийся со временем, более засушливый климат Австралии.

## Описание
Голотип происходит из McGraths Flat, ископаемого местонахождения, расположенного в ~25 км к северо-востоку от Галгонга, Австралия. Окаменелость сохранилась в тонкослоистой гетитовой матрице с низким содержанием кремнезема и была датирована миоценом (11—16 млн лет назад) на основании пыльцы и спор.
Сравнительно крупный паук, длина тела более 2 см (длина карапакса ~10 мм), с вытянутыми ногами до 5 см. Длина частей передней ноги (20,25 мм): бедро I — 5,99 мм; пателла I — 1,96 мм; голень I — 5,30 мм; метатарзус I — 7,00 мм. Бедра I и II ног толще, чем III и IV. Пальпальный коготь с тремя зубцами дистально на коготке; коготки лапок (по крайней мере, на ноге III) с не менее чем тремя зубцами. Несколько шипов на пролатеральной поверхности тарзуса пальп и по крайней мере один на пролатеральной голени III; на ногах имеется немного шипов; на последних члениках лапок шипов нет.
Megamonodontium внешне напоминает Monodontium Kulczyński, 1908 — род, сохранившийся в тропических лесах Сингапура, Индонезии и Папуа-Новой Гвинеи. Новый вид является вторым по величине ископаемым пауком в мире и примерно в пять раз превышает размеры современных Monodontium. Окаменелость свидетельствует о том, что этот род когда-то обитал в мезических тропических лесах Австралии, но затем в ходе аридизации был вытеснен другими пауками.
Megamonodontium отличается от своего родственного рода Monodontium тем, что форма карапакса асимметрична около средней точки, а самая широкая точка находится в задней трети; у Monodontium карапакс асимметричен около средней точки; кроме того, он примерно в пять раз крупнее известных Monodontium (10 против 2 мм). У Megamonodontium, в отличие от большинства близких родов пауков, самки имеют пателлы I (коленные чашечки) короче голеней I и зубцы как на коготке пальп, так и на внешней поверхности парных коготков лапок самок. Megamonodontium отличается от Tungari kenwayae тем, что первая пара ног длиннее второй пары, и от всех видов Zophorame тем, что у его ног отсутствуют хорошо развитые скопулы, а голова и брюшко менее стройные.

## Этимология
Вид M. mccluskyi назван в честь Саймона Маккласки (Simon McClusky), нашедшего типовой экземпляр в июне 2020 года и передавшего его в палеонтологическую коллекцию Австралийского музея. Название рода Megamonodontium отсылает к ближайшим живым родственникам — мелким, обитающим в подстилке паукам из рода Monodontium.